# Luca Calvani

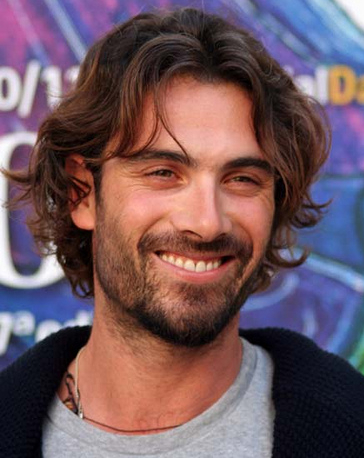
Luca Calvani (2007)

Luca Calvani (* 7. August 1974 in Prato, Toskana) ist ein italienischer Schauspieler und Model.

## Leben
Nach seiner Ausbildung arbeitete Luca Calvani in der Textilbranche in den Vereinigten Staaten. Er modelte erfolgreich für mehrere Modemarken, darunter auch Armani und nahm parallel dazu Schauspielunterricht am renommierten New Yorker Actors Studio. Anschließend zog er zurück nach Italien, wo er seine Ausbildung an der Accademia nazionale d’arte drammatica abschloss. Sein Leinwanddebüt gab er in der von Giorgio Panariello inszenierten und 2000 veröffentlichten italienischen Filmkomödie Al momento giusto an der Seite von Giorgio Panariello und Kasia Smutniak.

## Filmografie (Auswahl)
- 2000: Al momento giusto
- 2001: Die Ahnungslosen (Le fate ignoranti)
- 2001: Sex and the City (Fernsehserie, eine Folge)
- 2009: The Good Guy – Wenn der Richtige der Falsche ist (The Good Guy)
- 2009: The International
- 2010: Kusswechsel 2 – Gegensätze ziehen sich aus (Maschi contro femmine)
- 2010: When in Rome – Fünf Männer sind vier zuviel (When in Rome)
- 2012: To Rome with Love
- 2015: Codename U.N.C.L.E. (The Man from U.N.C.L.E.)
- 2023: In the Fire